# Эомер
Э́омер (др.-англ. Éomer — персонаж легендариума Дж. Р. Р. Толкина, один из главных героев романа «Властелин колец». Один из военачальников Рохана, третий маршал Марки. Сын главы маршалов Марки, правителя Истволда, Эомунда, брат Эовин и племянник короля Рохана Теодена.

## Имя
Имя «Эомер» предположительно происходит от древнеанглийских корней, означающих «лошадь» и «славный». Имя можно найти в «Беовульфе» — англо-саксонской поэме, которую переводил и изучал Дж. Р. Р. Толкин, частично нашедшей отражение в его творчестве в некоторых персонажах.
Также его называли Эадиг (др.-англ. Éadig — «счастливый, благословенный, процветающий, богатый»).
В вымышленном мире Толкина имя Эомер на роханском языке означает «Знаменитый конями», «Прославленный конями».

## Биография

### Детство
Эомер родился в 2991 году Третьей эпохи. Его матерью была Теодвин, сестра короля Теодена. В 3002 году отец Эомера Эомунд погиб, преследуя отряд орков в Эмин Муиль, а вскоре заболела и умерла мать. Теоден забрал Эомера и его сестру Эовин к себе и воспитывал как собственных сына и дочь.
Эомер походил на своих предков, но был выше, чем обычно бывают рохиррим, унаследовав эту черту от своей бабушки по матери, Морвен Лоссарнахской.

### Участие в событиях Войны Кольца
Будучи военачальником (третьим маршалом) Рохана, Эомер серьёзно воспринял сложившееся в Рохане к 3018—3019 гг. Т.Э. положение вещей и, несмотря на препятствия со стороны королевского советника Гримы Змееуста, пытался сделать всё, что было в его силах, для поддержания боеспособности роханского войска и обороны рубежей от участившихся нападений со стороны урук-хаев Сарумана. Именно поэтому он — в нарушение королевского приказа, переданного устами Гримы — весной 3019 года уничтожил со своим эоредом отряд орков под предводительством Углука и Гришнака и невольно способствовал освобождению взятых орками в плен членов Братства Кольца — хоббитов Пиппина и Мерри. После битвы его отряд столкнулся с преследующими орков Арагорном, Леголасом и Гимли; и вновь, в нарушение действующих установлений, Эомер не только не взял в плен и оставил подозрительных чужаков в живых, но даже снабдил их лошадьми из-под убитых воинов своей дружины.
«Самовольство» Эомера не сошло ему с рук — по возвращении в Эдорас он (по наущению Гримы) был отстранён от командования и заключён под стражу, где и находился вплоть до прибытия в столицу Гэндальфа с его спутниками. После исцеления Теодена и изгнания Гримы он был восстановлен в своих правах, объявлен наследником престола и вместе с королём участвовал в обороне Хельмовой Пади от войск Сарумана — урук-хаев и дунландцев. После разгрома войск Сарумана он сопровождал Гэндальфа и Теодена в Изенгард.
В битве на Пеленнорских полях принял командование после гибели Теодена и атакой на юг соединился с войском Арагорна. После смерти Теодена стал королём. Участвовал в сражении у Чёрных Врат Мордора. Подтвердил клятву Эорла Арагорну в обмен на подтверждение владения землями Рохана.
Король Эомер Эадиг правил Роханом шестьдесят пять лет. Женился на Лотириэль, дочери Имрахиля, лорда Дол Амрота, чем укрепил дружеские связи между Роханом и Гондором. Лотириэль родила ему сына, Эльфвина, который и стал его наследником.

## Образ Эомера в экранизациях

Карл Урбан в роли Эомера в кинотрилогии Питера Джексона

### Мультфильм
В анимационной картине «Властелин Колец» 1978 года режиссёра Ральфа Бакши Эомер изображён как изменник. Во многих эпизодах он отсутствует, но, тем не менее, всё же занимает достаточно существенное место в сценарии.
Появляется Эомер и в анимационной картине «Возвращение Короля», снятой режиссёрами Артуром Рэнкином и Жюлем Бэссом.

### Кинотрилогия
В кинотрилогии Питера Джексона «Властелин колец» роль Эомера исполнил новозеландский актёр Карл Урбан. В сравнении с текстом оригинала его роль оказалась весьма усечённой и изменённой. Так, в фильме «Властелин колец: Две крепости» Эомер по наущению Гримы Червеуста изгоняется из Эдораса. Будучи изгнанником, он предводительствует отрядом роханских всадников, сохраняя при этом верность королю Теодену. Эомер ведет свой отряд на север и по пути, на границе леса Фангорн, разбивает отряд орков, который направляется в Изенгард. Это были те самые орки, что захватили в плен Мерри и Пиппина, и за которыми гнались Арагорн, Гимли и Леголас. Во время сражения хоббитам удается незамеченными бежать в Фангорн. И только на следующий день Эомер встречается с тремя охотниками. Он рассказывает им об уничтожении орков, указывает на место сражения и дарит двух лошадей.
В экранизации Питера Джексона Эомер и его отряд играют решающую роль в битве при Хельмовой Пади. Именно за Эомером Гэндальф отправляется из Эдораса и приводит его к Хорнбургу. После победы вместе с Теоденом, Гэндальфом, Арагорном, Гимли и Леголасом Эомер отправляется в Изенгард, чтобы попытаться узнать у Сарумана планы Врага. Участвовал как высший роханский полководец в битве на Пеленнорских полях, после гибели Теодена возглавил роханское войско, возглавил рохиррим в походе к Морранону и после своих достижений стал одним из величайших королей Рохана.